# Egla Harxhi

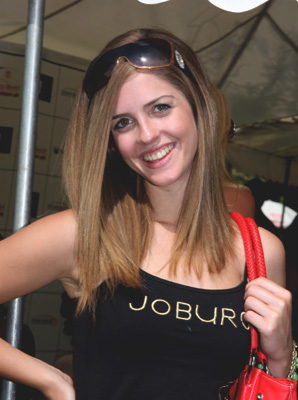
Egla Harxhi (2008)

Egla Harxhi [ˈɛgla ˈhaɾd͡ʒi] (* 1992 in Tirana, Albanien) ist ein albanisches Fotomodell und die Miss Albanien 2007.

## Leben
Harxhi gewann 2007 den nationalen Schönheitswettbewerb zur Miss Albanien und war damit die jüngste Siegerin in der Wettbewerbsgeschichte. 2008 nahm sie am Miss-World-Wettbewerb in Johannesburg teil.
Später studierte Harxhi Architektur und Schauspiel. Im albanischen Spielfilm „Tuneli“, der 2017 in albanischen Kinos lief und bei dem ihr Vater Ilir Harxhi Regie führte, spielte sie eine Rolle.
Sie war ab 2016 Partnerin eines französischen Fotografen – das Paar hat einen Sohn und lebte sowohl in Paris als auch in Albanien. Von ihrem Partner, mit dem sie öffentlich bis 2018 in einer Dreierpartnerschaft mit einem albanischen Model lebte, trennte sie sich 2019. 2020 war das Paar wieder zusammen.